# Містер Мозес
«Містер Мозес» (англ. Mister Moses) — американський пригодницький фільм 1965 року режисера Рональда Німа з Робертом Мітчемом і Керрол Бейкер у головних ролях. Стрічка розповідає про шахрая, який переконав ціле африканське село переїхати заради їхньої безпеки. Фільм був заснований на однойменному романі Макса Катто. Його знімали у Кенії, на озері Найваша та у національному парку Амбоселі.

## Сюжет
Побитий та висланий африканськими селянами за спробу обдурити їх, непритомний Джо Мозес пливе по річці, де його знаходять мешканці іншого села. Окружний офіцер (Єн Баннен) чинить тиск на це плем'я, щоб вони переїхали, оскільки їхні землі затопить вода з греблі; але вони відмовляються залишати своє житло. Глибоковіруючі християни села порівнюють Джо Мозеса зі справжнім Мойсеєм через те, що його знайшли в очереті, як і немовля Мойсея. Зі зламаною ногою та без грошей Джо Мозес залишається в селі.
Мозеса доглядав місіонер преподобний Андерсон (Александер Нокс) та його дочка Джулі (Керрол Бейкер), йому вдається вразити селян медичним шоу. Далі він дивує місцевих жителів, коли знаходить Емілі, індійську слониху. Мозес змушує її виконувати команди мовою гіндустані, яку він вивчав на службі в армії в Китайсько-Бірмансько-Індійському театрі.
Вождь (Орландо Мартінс) погоджується дозволити переселенню своїх людей, але лише в тому випадку, якщо ними буде керувати Мозес. Преподобний Андерсон і Джулі шантажують Мозеса, знаючи про його контрабанду діамантів, щоб привести людей на «Обітовану землю». Освічений африканець, Убі (Раймонд Сент-Жак) розгадує трюки Мозеса. Спочатку Убі хотів об'єднатися з Мозесом, щоб обманювати інших африканців, але потім намагається вкрасти шоу Мозеса з прихованим вогнеметом, що несподівано приводить до катастрофічних наслідків для Убі.
На слоні Мозес веде жителів села, що схоже з біблійним сюжетом, зокрема розділення води, коли головний герой зайшов у греблю.

## У ролях
| Актор             | Роль                 |
| ----------------- | -------------------- |
| Роберт Мітчем     | Джо Мозес            |
| Керрол Бейкер     | Джулі Андерсон       |
| Єн Баннен         | Роберт               |
| Александер Нокс   | Преподобний Андерсон |
| Реймонд Сент-Жак  | Убі                  |
| Орландо Мартінс   | вождь                |
| Реджинальд Беквіт | Паркгерст            |

## Виробництво
Роман Макса Катто був опублікований у 1961 році. Того ж року Френк Росс придбав права на екранізацію за 310 000 доларів. Росс оголосив, що зробить фільм з бюджетом $ 6,5 мільйонів для United Artists. Це був сьомий раз, коли Катто продав роман для створення фільму.

## Сприйняття
В огляді А. Г. Вейлера з «Нью-Йорк таймс» написав: «викривляє правдоподібність і рідко хвилює глядача».